# Stazione di Minami-Gyōtoku
La Stazione di Minami-Gyōtoku (南行徳駅?, Minami-Gyōtoku-eki) è una stazione della Metropolitana di Tokyo e si trova nella città di Ichikawa nella prefettura di Chiba. Essa serve la linea Tōzai della Tokyo Metro.